# Позив (представа)
Позив је позоришна представа коју је режирала Исидора Гонцић на основу дела Дарка Марјановића.
Премијерно приказивање било је 27. децембра 2012. године у позоришту ДАДОВ.

## Радња
Представа је инспирисана свакодневним проблемима и недоумицама у комуникацији између девојака и младића у савременом друштву.
Користећи се жаргоном, духовитим и довитљивим дијалозима и компонованом музиком, представа покушава да одгонетне вечне мистерије мушко-женских односа.

## Улоге
| Лица           | Глумци                |
| -------------- | --------------------- |
| Алекс          | Чарна Вучиновић       |
| Џорџ           | Стефан Миливојевић    |
| Џорџ           | Ана Јовановић         |
| Пит            | Милена Божић          |
| Дим            | Миља Младеновић       |
| Доктор Бродски | Маја Милић            |
| Делтоид        | Тамара Тамбурић       |
| Писац          | Глигорије Маринковиић |
| Пишчева жена   | Немања Стојковић      |
| Пишчева жена   | Лука Лончаревић       |
| Соњета         | Алек Суртов           |